# Gobi
De Gobi of Gobiwoestijn, ook bekend als gēbì shāmò 戈壁沙漠 of Baikalmeer-woestijn, is de grootste woestijn van Azië. De woestijn ligt in het zuiden van Mongolië en in het noorden van de Volksrepubliek China. Voor een groot deel bestaat de woestijn niet uit zand maar uit kale rots. Gobi betekent in het Mongools 'heel groot en droog'.
Er leven in de Gobi-regio ondanks het barre klimaat populaties van bijzondere zoogdiersoorten zoals wilde kamelen, kropgazelles, gevlekte bunzing, het heringevoerde przewalskipaard, de Mongoolse wilde ezel en de zeldzame gobibeer. Er liggen aan de rand van de Gobiwoestijn verschillende natuurgebieden. Het zuidwestelijke deel van de Gobi ligt op het Alashanplateau.
Bajanzag is een rotsachtig gebied in de Gobi waar voor het eerst eieren van dinosauriërs zijn gevonden. De Amerikaan Roy Chapman Andrews (1884–1960) reisde in het begin van de 20e eeuw naar de Gobiwoestijn in Mongolië en vond er de fossiele eieren.
De Gobi is ongeveer 1600 kilometer van zuidwest naar noordoost en 800 kilometer van noord naar zuid. De oppervlakte bedraagt 1.295.000 vierkante kilometer, waarmee de Gobiwoestijn de op vier na grootste woestijn ter wereld is. De Trans-Mongoolse spoorlijn voert door de Gobi.

## Afbeeldingen

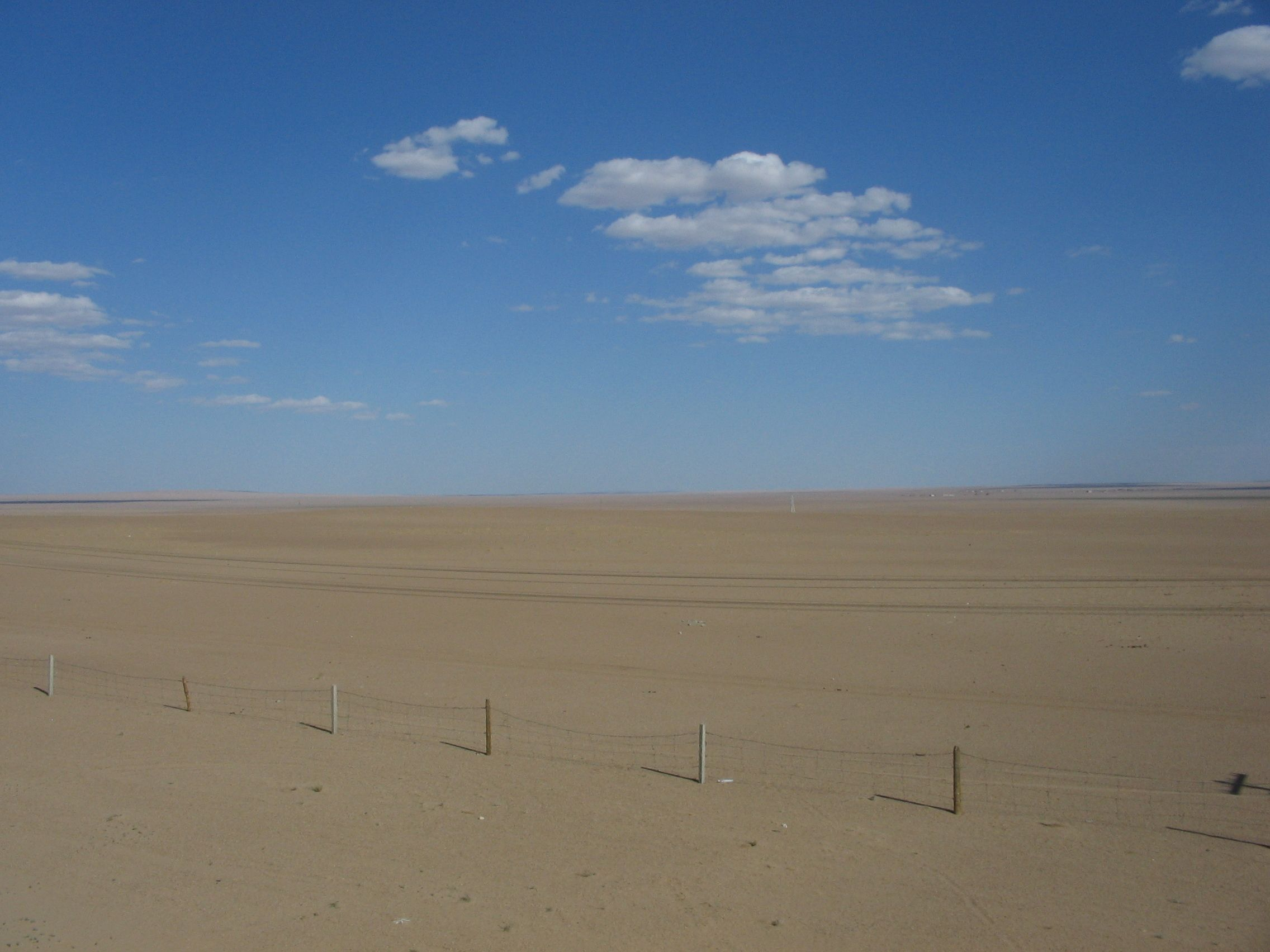
Vlaktes tot aan de horizon
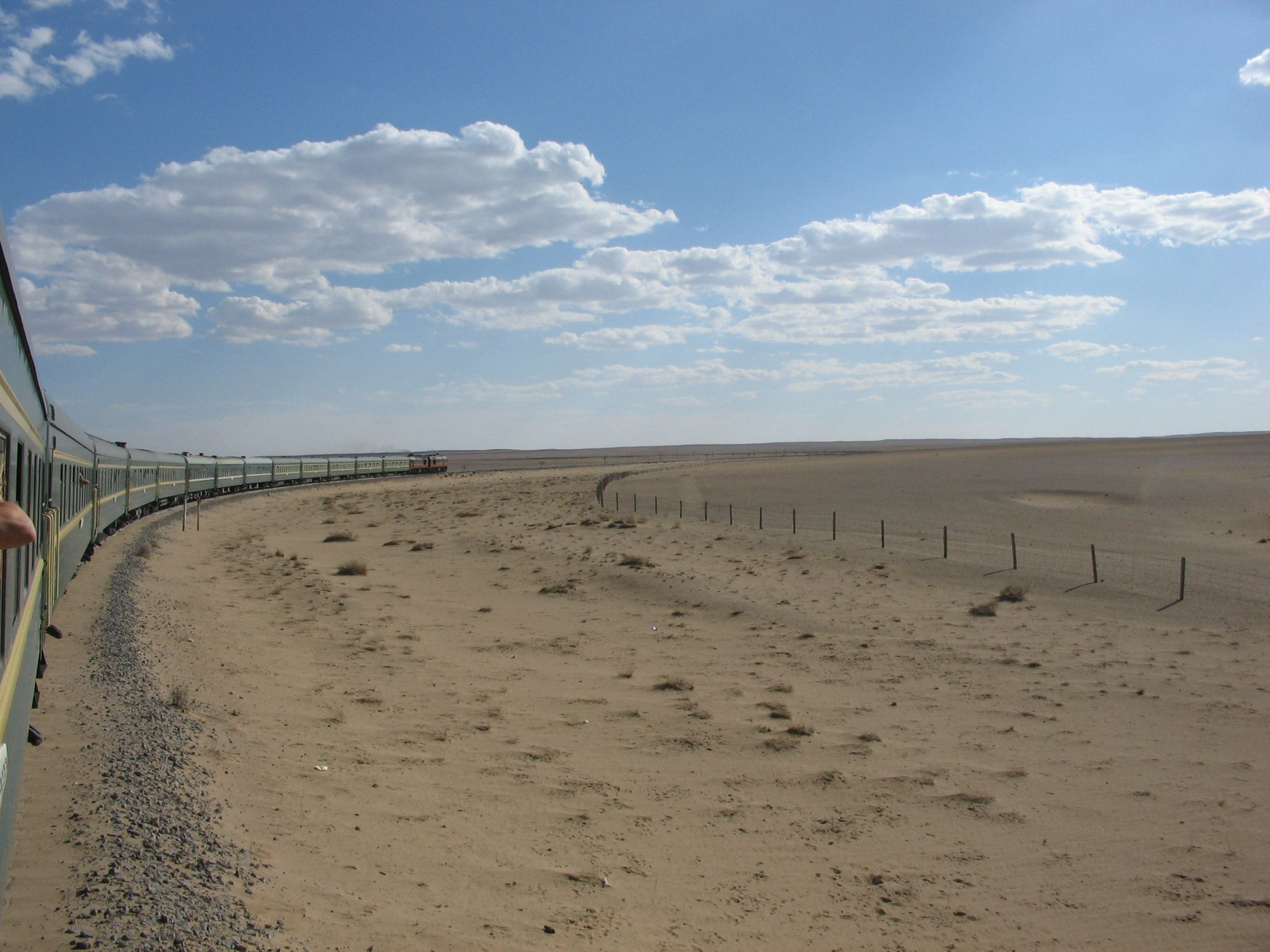
Trans-Mongoolse spoorlijn
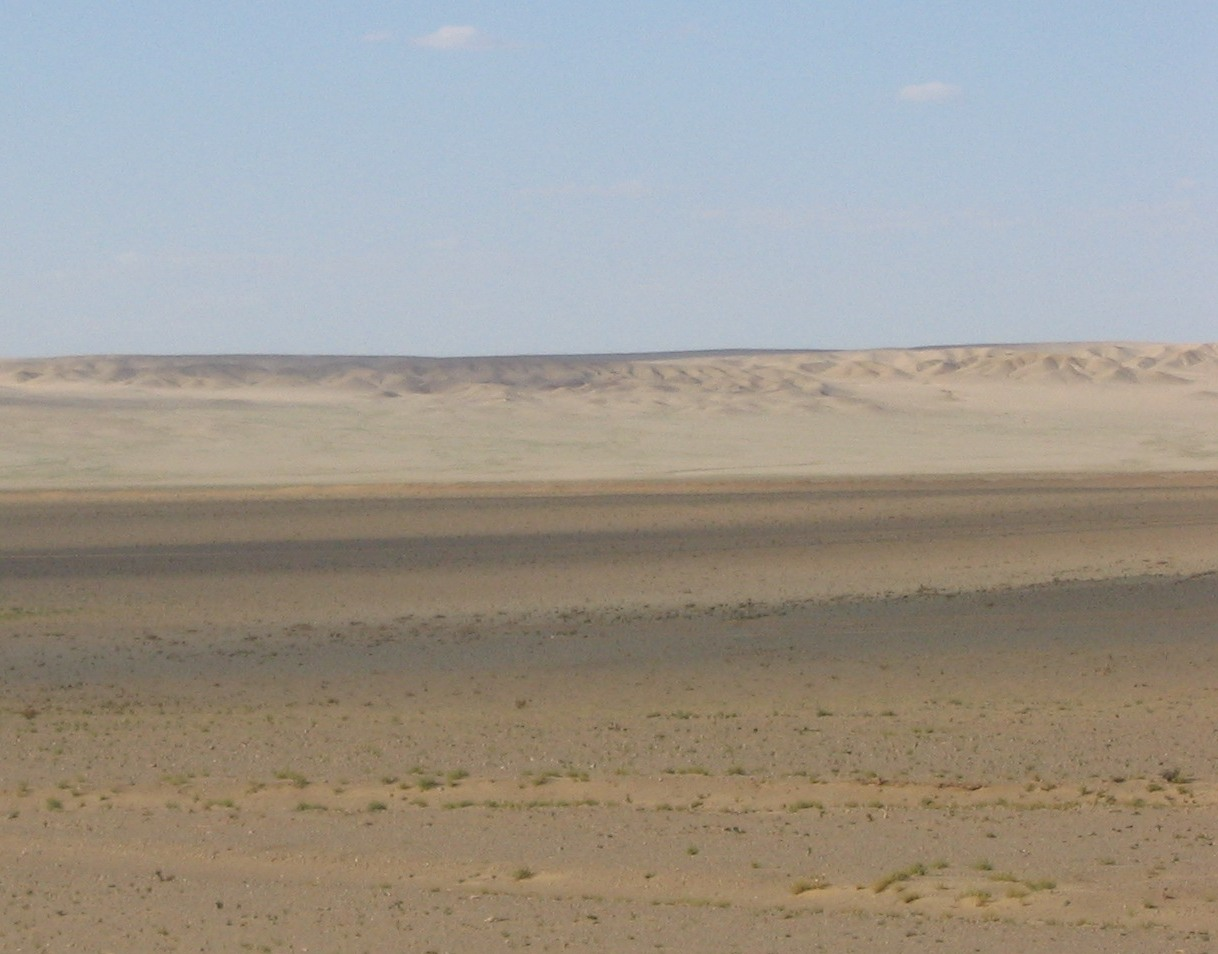
Zandduinen in de Gobi
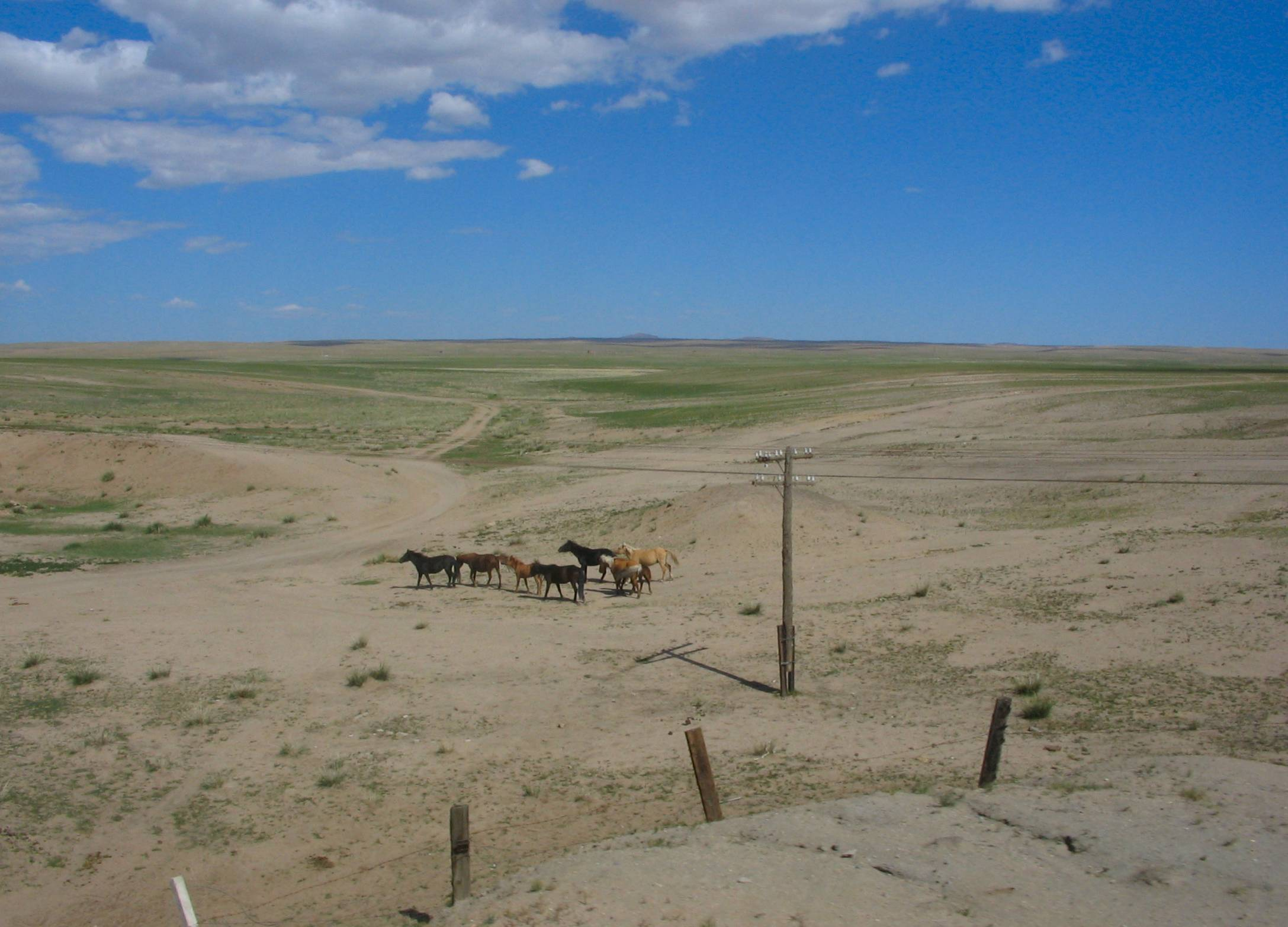
Paarden aan de noordelijke rand van de Gobi
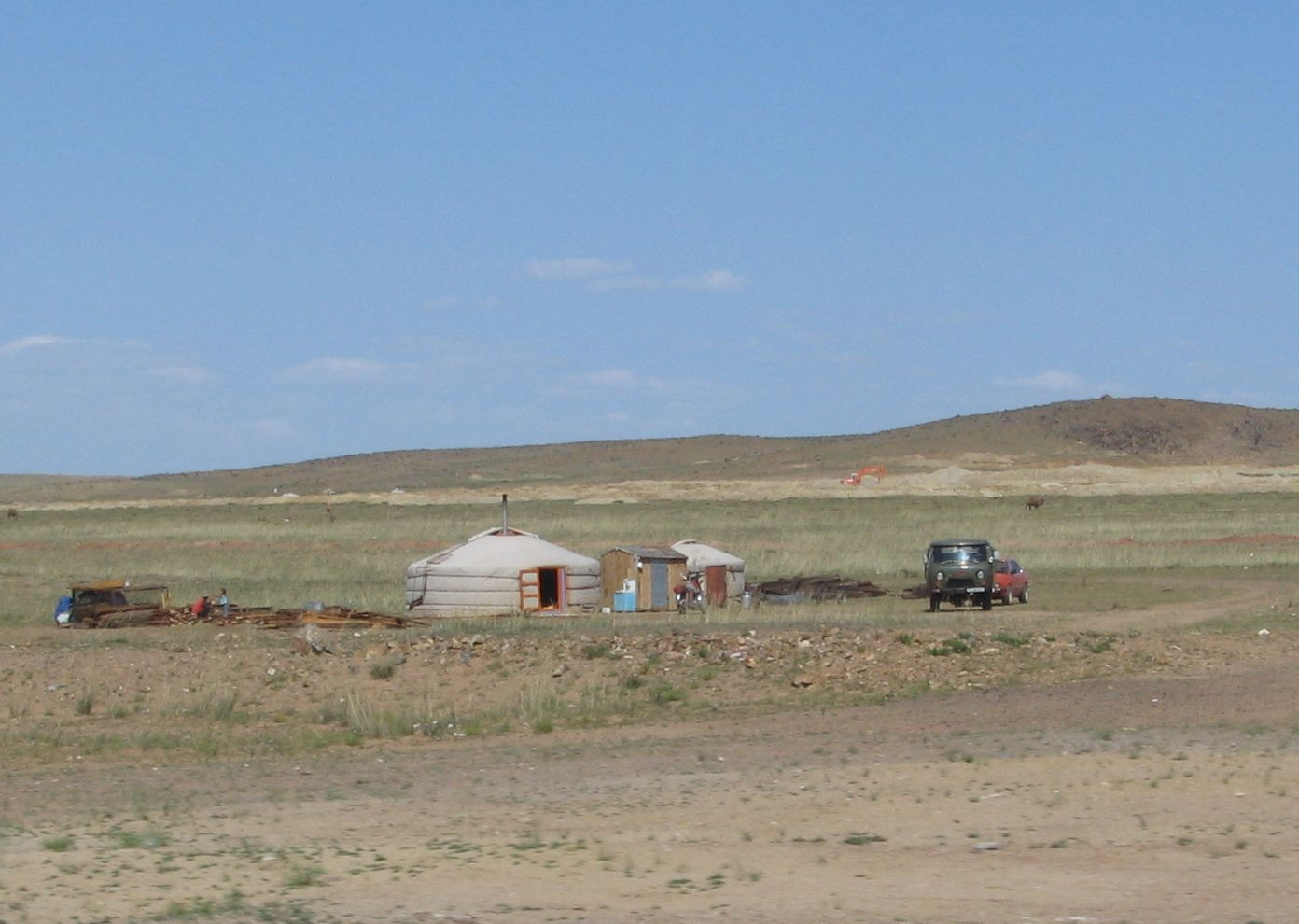
Joerten in de Gobi
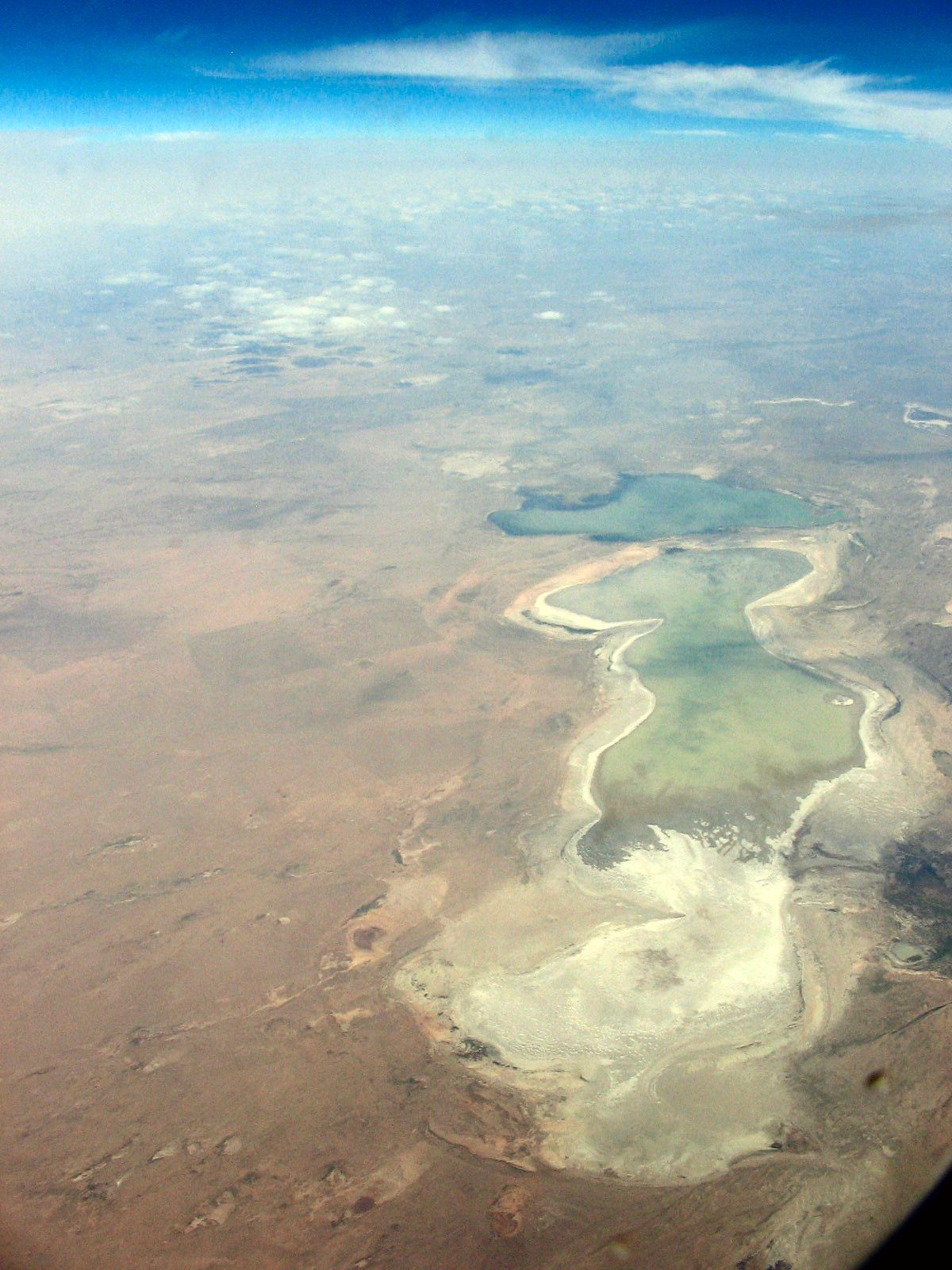
Zoutzee in de Gobi
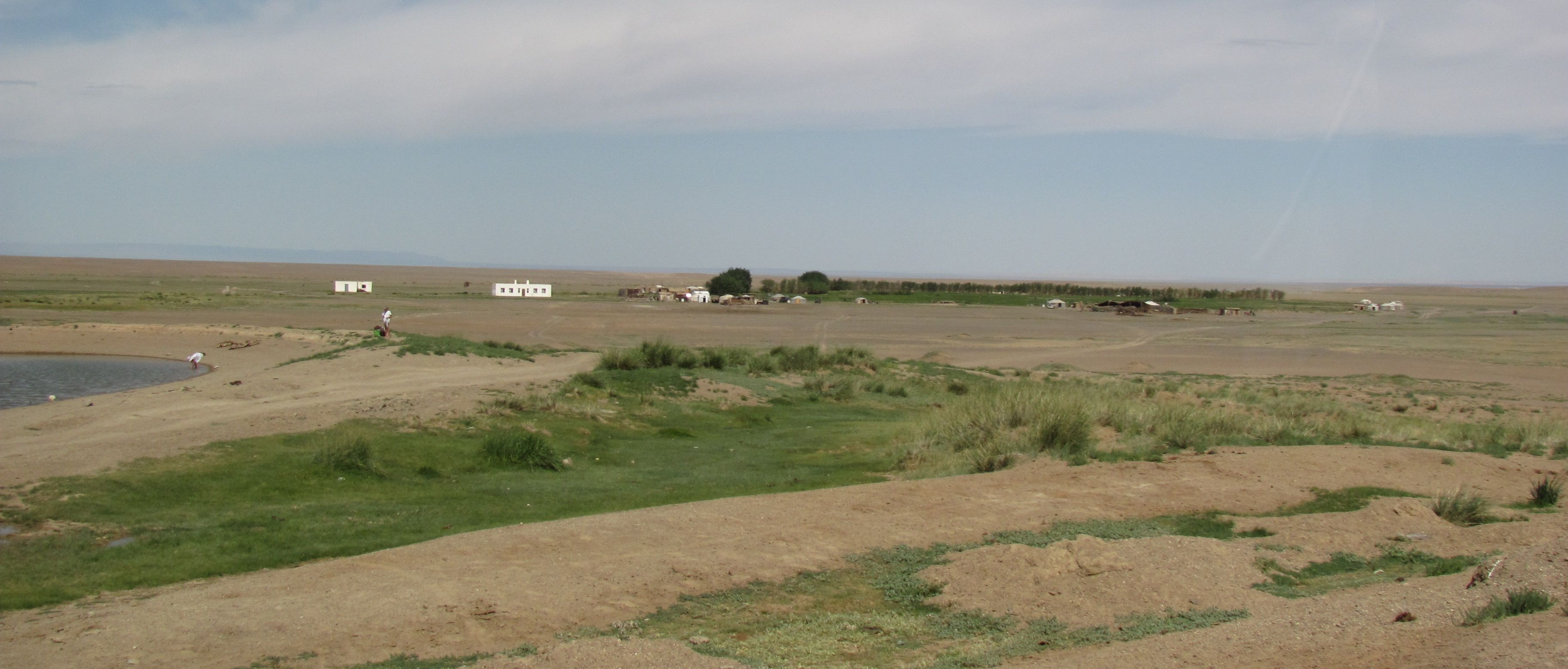
Dal oase, Ömnögöv Aimag, Mongolië
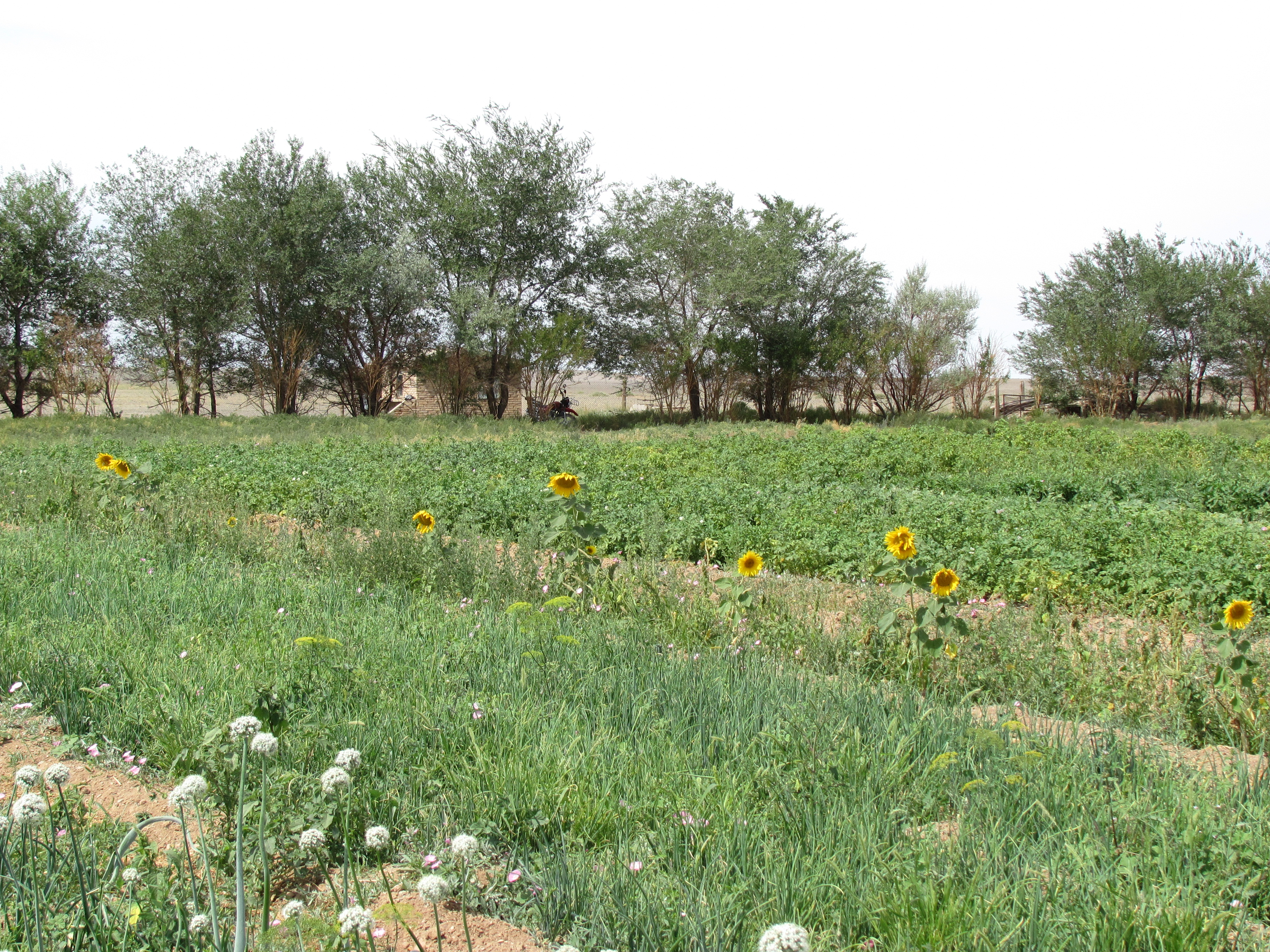
Groenteteelt in de Dal oase, Mongolië
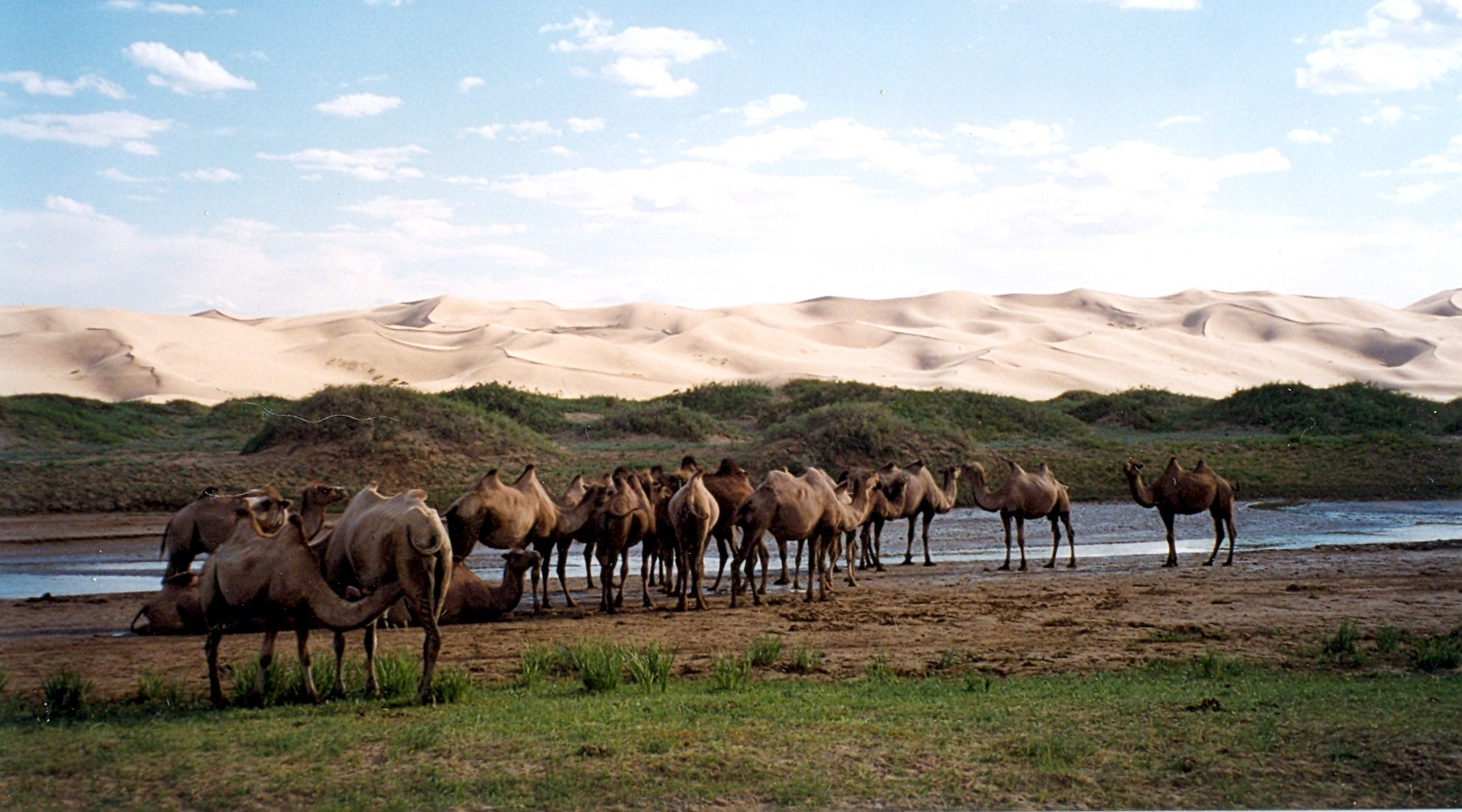
Wilde kamelen

## Voetnoten
1. ↑  Nederlandse Taalunie. China. met buitenlandse aardrijkskundige namen in het Nederlands. Gearchiveerd op 14 april 2023.